# Anders Perklev
Anders Perklev, född 8 januari 1960 i Helsingborg, är en svensk jurist och ämbetsman. Han är justitieråd i Högsta domstolen sedan 2023.
Anders Perklev avlade juris kandidatexamen i Uppsala 1986. Han gjorde tingstjänstgöring i Klippans tingsrätt 1986–1989, blev fiskal i Hovrätten över Skåne och Blekinge 1989 och hovrättsassessor 1992. Perklev arbetade därefter i Regeringskansliet, först som rättssakkunnig i Justitiedepartementet 1992–1997. Han blev kansliråd i Justitiedepartementet 1997 och var chef för straffrättsenheten vid  samma departement 1998–2003. Från 2003 var han expeditions- och rättschef i Jordbruksdepartementet. Han var särskild utredare i Straffnivåutredningen 2007–2008.
Perklev tillträdde som riksåklagare den 1 april 2008. Han tillträdde den 1 juni 2018 som hovrättspresident i Svea hovrätt. Hans företrädare i båda befattningarna som riksåklagare och hovrättspresident var Fredrik Wersäll.
Perklev är ordförande i riksdagens ansvarsnämnd.
Han utnämndes i december 2022 till justitieråd i Högsta domstolen och tillträdde den 17 april 2023.
Perklev är sedan 1 maj 2016 hedersledamot av Västgöta nation i Uppsala, där han var engagerad under sin studietid.